# Lagune Fernan Vaz
La lagune Fernan Vaz se situe au Gabon, sur la côte Atlantique, au sud du delta de l'Ogooué.
Elle tient son nom d'un navigateur portugais qui la reconnut au XVe siècle.
Le 14 janvier 1868, un traité de protectorat a été signé par la France avec les Nkomi.
Omboué est la principale agglomération située en bordure de la lagune. On y trouve aussi une ancienne mission catholique, la mission Sainte-Anne, dont l'église présente la particularité d'avoir été construite dans les ateliers de Gustave Eiffel.

Fernan Vaz vers 1907.
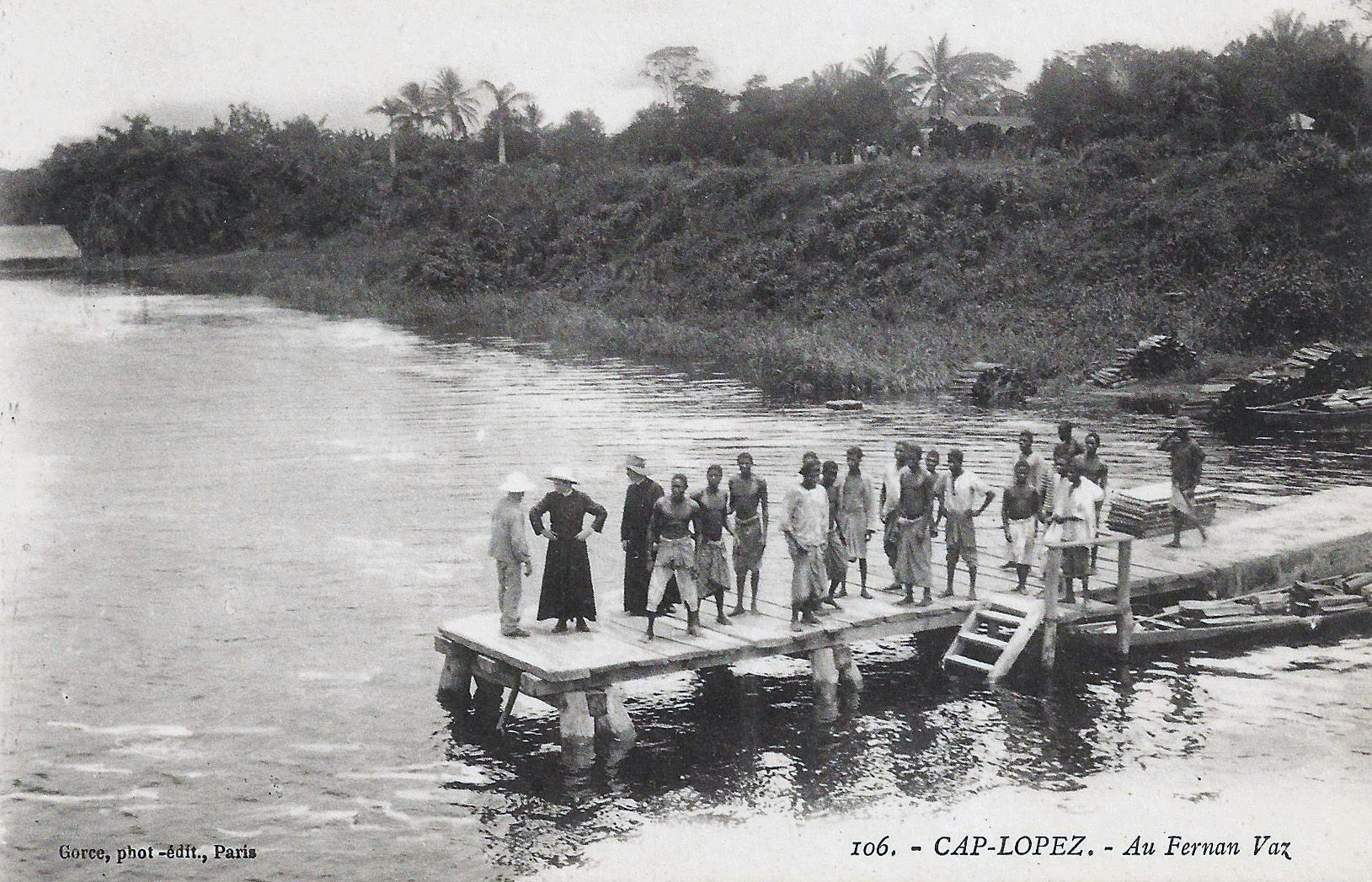
Au Fernan Vaz.
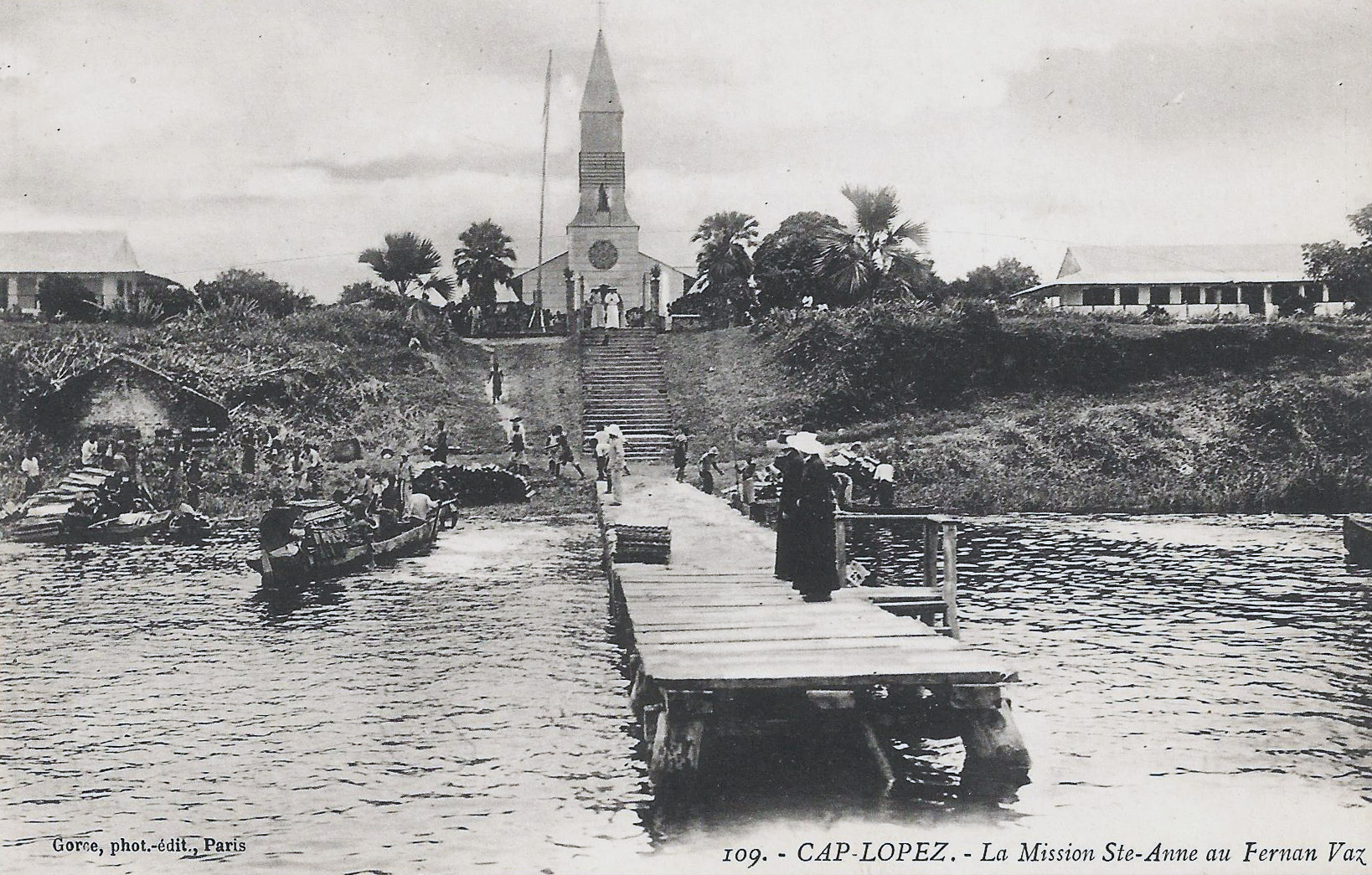
La mission Sainte-Anne.